# 9 prairial
9 floréal 9 messidor
Le nonidi 9 prairial, officiellement dénommé jour du serpolet, est le 249e jour de l'année du calendrier républicain.
C'était généralement le 28e jour du mois de mai dans le calendrier grégorien.